# Aïn Djasser
Aïn Djasser (în arabă عين جاسر) este o comună din provincia Batna, Algeria.
Populația comunei este de 15.704 locuitori (2008).